# Jan Jacek Sztaudynger
Jan Jacek Sztaudynger (ur. 1946 w Łodzi) – polski ekonomista.

## Życiorys
Ukończył II Liceum Ogólnokształcące, a w 1970 roku ekonometrię na Uniwersytecie Łódzkim. Od 1970 roku pracuje w Instytucie Ekonometrii i Statystyki Uniwersytetu Łódzkiego (po podziale IEiS, pracuje w Instytucie Ekonometrii). W latach 1996–2012 pracował również w Salezjańskiej Wyższej Szkole Ekonomii i Zarządzania w Łodzi. W 2007 Prezydent RP Lech Kaczyński nadał mu tytuł profesora nauk ekonomicznych.
Jego badania i prace można zaliczyć do ekonometrii stosowanej. Zajmuje się wzrostem gospodarczym, bada oddziaływanie więzi społecznych (kapitału społecznego – przestępczości, małżeństw, dzietności i rozwodów) na wzrost gospodarczy. Próbuje wyznaczać optymalne dla wzrostu zróżnicowanie dochodów. Bada związki rodziny z gospodarką. J. Sztaudynger opublikował 95 prac naukowych. Kierował dziewięcioma projektami centralnymi. Wypromował 120 magistrów i ośmiu doktorów.
Od 1997 roku jest współorganizatorem konferencji „Etyka w życiu gospodarczym” oraz członkiem komitetu redakcyjnego czasopisma „Annales. Etyka w życiu gospodarczym”.
Był członkiem Rady Statystyki przy Prezesie Rady Ministrów. W okresie od października 2016 do 2018 był w Radzie Narodowego Centrum Nauki. Od wielu lat działa w NSZZ „Solidarność” Uniwersytetu Łódzkiego.
Członek Akademickiego Klubu Obywatelskiego im. Prezydenta Lecha Kaczyńskiego w Łodzi i w Poznaniu.
W roku 2004 za książkę Modyfikacje funkcji produkcji i wydajności pracy z zastosowaniami otrzymał nagrodę Polskiego Towarzystwa Ekonomicznego im. prof. Edwarda Lipińskiego. W rankingu najczęściej cytowanych ekonomistów polskich „Gazety Bankowej” z kwietnia 2011, znalazł się na 18. miejscu.
W 2003 został odznaczony Srebrnym Krzyżem Zasługi, a w 2023 Złotym Krzyżem Zasługi.
Syn Jana Sztaudyngera – poety i fraszkopisarza. Żona Filomena pracowała jako projektant przemysłowy. Dwaj synowie, Jan i Marcin, ukończyli studia ekonomiczne na Uniwersytecie Łódzkim. Są zatrudnieni w instytucjach samorządowych i finansowych w Łodzi.

## Dzieła
- Ekonometryczne modelowanie produkcji, wymiany zagranicznej i zadłużenia; Łódź, Wyd. Uniwersytetu Łódzkiego, 1997
- Modyfikacje funkcji produkcji i wydajności pracy z zastosowaniami, Łódź, Wyd. Uniwersytetu Łódzkiego, 2003
- Quarterly forecasting industrial models-exemplified by a model of the Polish apparel industry, Łódź, Uniwersytet Łódzki, 1973
- Wzrost gospodarczy a kapitał społeczny, prywatyzacja i inflacja, Warszawa, Wydawnictwo Naukowe PWN, 2005.